# Municipio de Pike (condado de Perry)
El municipio de Pike (en inglés: Pike Township) es un municipio ubicado en el condado de Perry en el estado estadounidense de Ohio. En el año 2010 tenía una población de 6923 habitantes y una densidad poblacional de 82,05 personas por km².

## Geografía
El municipio de Pike se encuentra ubicado en las coordenadas 39°41′52″N 82°12′13″O / 39.69778, -82.20361. Según la Oficina del Censo de los Estados Unidos, el municipio tiene una superficie total de 84.37 km², de la cual 82.76 km² corresponden a tierra firme y (1.91%) 1.61 km² es agua.

## Demografía
Según el censo de 2010, había 6923 personas residiendo en el municipio de Pike. La densidad de población era de 82,05 hab./km². De los 6923 habitantes, el municipio de Pike estaba compuesto por el 98.18% blancos, el 0.38% eran afroamericanos, el 0.19% eran amerindios, el 0.13% eran asiáticos, el 0.04% eran isleños del Pacífico, el 0.12% eran de otras razas y el 0.97% pertenecían a dos o más razas. Del total de la población el 0.49% eran hispanos o latinos de cualquier raza.